# Tatum Keshwar
Tatum Keshwar, (14 de diciembre de 1983, Durban, Sudáfrica). Es una modelo y reina de belleza sudafricana ganadora del certamen Miss Sudáfrica Universo 2009, acreedora de la séptima posición de Miss Universo 2009 y también segunda finalista de Miss Mundo 2009.

## Miss Universo 2009
Tatum representó a Sudáfrica en Miss Universo 2009 que se realizó en las isla Bahamas. Fue una de las grandes favoritas. Sin embargo, sólo logró clasificar al top 10 y colocarse en séptima posición al final del certamen, el cual ganó la venezolana Stefania Fernández.